# Московский государственный университет спорта и туризма
Московский государственный университет спорта и туризма (ГАОУ ВО МГУСиТ) — высшее учебное заведение, осуществляющее подготовку и переподготовку специалистов для сфер физической культуры, спорта, туризма и гостинично-ресторанного бизнеса. Университет учрежден Правительством Москвы в 2021 году и является подведомственным учреждением Департамента спорта города Москвы.
Государственная лицензия на осуществление образовательной деятельности от 4 мая 2021 года.

## История
Создан 30 сентября 1966 года как Высшие курсы по подготовке и переподготовке специалистов, связанных с обслуживанием иностранных туристов.
В октябре 1975 года Высшие курсы и входившая в их состав Проблемная научно-исследовательская лаборатория по разработкам отраслевых правил приема и обслуживания иностранных туристов и советских граждан на территории СССР в области гостинично-туристского комплекса были преобразованы в Институт повышения квалификации руководящих работников и специалистов Главинтуриста СССР. В том же году в преддверии Олимпийских игр 1980 года в институте при участии специалистов из США ежегодно стали проводиться учебные семинары для барменов, через которые прошло более 500 человек.
В феврале 1990 года институт был преобразован в Высшую коммерческую школу Госкоминтуриста СССР.
В январе 1992 года школа была передана акционерному обществу «Мосинтур» Правительства Москвы.
В декабре 1993 года Высшая коммерческая школа преобразована в Высшую школу по туризму и гостиничному хозяйству (ВШТГХ).
В мае 2000 года ВШТГХ преобразована в Московскую академию туристского и гостинично-ресторанного бизнеса.
В марте 2004 года академия переименована в Московскую академию туристского и гостинично-ресторанного бизнеса (институт) при Правительстве Москвы, а полномочия учредителя перешли к Комитету по туризму города Москвы.
В декабре 2008 года академия переименована в Московский государственный институт индустрии туризма. 
В июле 2010 года институту было присвоено имя известного учёного и путешественника Ю. А. Сенкевича. 
17 марта 2021 года распоряжением Департамента спорта города Москвы № 48 МГИФКСиТ переименован в Государственное автономное образовательное учреждение высшего образования города Москвы «Московский государственный университет спорта и туризма» (ГАОУ ВО МГУСиТ). Функции и полномочия учредителя осуществляет Департамент спорта города Москвы. В структуру Университета вошли «Спортивно-педагогический колледж» и «Московский учебно-спортивный центр», действовавший в структуре Москомспорта. Процедура реорганизации завершена 7 апреля 2021 года.

## Структура
Состоит из следующих институтов:
- Спортивных технологий и физического воспитания;
- Индустрии туризма и гостеприимства;
- Среднего профессионального образования;
- Дополнительного профессионального образования и развития карьеры

## Деятельность
Университет готовит специалистов в сфере физической культуры, спорта, туризма и гостинично-ресторанного бизнеса.
В Университете создан «Научный центр развития карьеры».
На базе Университета создан «Центр развития человеческого потенциала в спорте, туризме и креативных индустриях».
У образовательной организации нет филиалов.
Университетом заключены партнерские соглашения с федеральными и региональными спортивными федерациями, профессиональными клубами, общественными организациями.
Студенты Университета являются победителями и призёрами чемпионатов Европы и мира.
В 2021 году впервые реализован проект «Пеший лекторий» в рамках программы Мэра Москвы «Московское долголетие». Университетом разработан профессиональный стандарт «Экскурсовод (гид)» и комплект оценочных средств для оценки квалификации Ассистент экскурсовода (гида).
В 2021 году Университет выиграл Грант Министерства спорта Российской Федерации на обучение специалистов, обеспечивающих учебно-тренировочный процесс среди инвалидов и других маломобильных групп населения.

## Высшее образование
Направления. Бакалавриат
- Менеджмент. Управление спортивными объектами
- Реклама и связи с общественностью. Социальные коммуникации и масс-медиа современного мегаполиса
- Туризм. Технология и организация туристской и экскурсионной деятельности
- Туризм. Технология и организация активного и спортивно-оздоровительного туризма
- Гостиничное дело. Гостиничная и ресторанная деятельность
- Педагогическое образование. Физическое воспитание и спорт
- Физическая культура. Спортивная подготовка в детско-юношеском спорте и профессиональная деятельность в фитнесе
- Физическая культура для лиц с отклонениями в состоянии здоровья. Адаптивная физическая культура и адаптивный спорт
- Рекреация и спортивно-оздоровительный туризм. Физкультурно-оздоровительные технологии в фитнесе и корпоративный спорт
- Рекреация и спортивно-оздоровительный туризм. Технология и организация активного и спортивно-оздоровительного туризма
- Спорт. Спортивная подготовка в избранном виде спорта
- Спорт (Ускоренное обучение). Спортивная подготовка в избранном виде спорта
- Психология. Спортивная психология
- Журналистика. Спортивная журналистика
- Международные отношения. Спортивная дипломатия

Направления. Магистратура
- Психология. Психология спорта
- Экономика. Управление финансовым развитием физкультурно-спортивной организации
- Менеджмент. Менеджмент в спорте
- Туризм. Событийный туризм: организация и проведение крупных спортивных мероприятий
- Гостиничное дело. Управление бизнес-проектами в гостиничной и ресторанной деятельности
- Гостиничное дело. Менеджмент и девелопмент в гостиничном бизнесе
- Физическая культура. Технологии физического воспитания и спорта
- Физическая культура для лиц с отклонениями в состоянии здоровья. Спортивная подготовка лиц с ограниченными возможностями здоровья, включая инвалидов
- Спорт. Управление тренировочной и соревновательной деятельностью спортсменов

Направления. Аспирантура
- Теория и методика спорта
- Методология и технология профессионального образования
- Региональная и отраслевая экономика
- Физическая культура и профессиональная физическая подготовка
- Оздоровительная и адаптивная физическая культура

Направления. Ординатура
- Лечебная физкультура и спортивная медицина

## Среднее профессиональное образование[14]
- Туризм и гостеприимство
- Физическая культура
- Адаптивная физическая культура
- Спорт

## Выпускники и студенты
1. Ольга Зайцева, биатлонистка
2. Сергей Пиняев, футболист
3. Анастасия Халили, биатлонистка
4. Карим Халили, биатлонист
5. Татьяна Сорина, лыжница
6. Савелий Коростелёв, лыжник
7. Дарья Непряева, лыжница
8. Алексей Фросин, фехтовальщик
9. Роман Власов, борец
10. Никита Салтыков, футболист
11. Камила Валиева, фигуристка
12. Зоя Пестова, фигуристка
13. Александра Скиренко, женская борьба
14. Диана Проценко, тхэквондо ВТФ
15. Павел Граудынь, фехтование
16. Анастасия Каденова, ушу
17. Вадим Дунгеров, самбо
18. Артем Коробков, гонки с препятствиями
19. Яна Свистунова, футбол
20. Даниил Белов, муай-тай
21. София Саруханян, муай-тай
22. Артур Щикота, самбо
23. Даниил Комаров, пляжный футбол
24. Мария Крымова, баскетбол